# Esanbe Hanakita-kojima
Esanbe Hanakita-kojima (エサンベ鼻北小島) était une île inhabitée au nord de Hokkaidō, au Japon. L'île a disparu avant octobre 2018.

## Description et disparition
Esanbe Hanakita-kojima est située 500 mètres au large du village de Sarufutsu au nord de l'île de Hokkaidō, dans la mer d'Okhotsk. En 1987, l'altitude de son point culminant est déterminée à 1,40 mètre ; sa surface n'est pas connue. Elle se situe dans une zone que les marins évitent, car riche en récifs.   
L'île reçoit son nom en 2014, en même temps que 157 autres îlots inhabités, dans une campagne gouvernementale visant à marquer le territoire du Japon et sa zone économique — ici contestée par la Russie.
En septembre 2018, les habitants de Sarufutsu constatent que l'îlot n'est plus visible de la côte et des bateaux de pécheurs vérifient sur place qu'il a été submergé. Les scientifiques attribuent sa disparition à l'érosion par le vent et par la glace dérivante qui se forme dans la mer pendant les hivers. La disparition de l'île entraîne le recul de la zone économique exclusive du Japon dans cette partie de la mer d'un demi-kilomètre.